# کیت لورینگ
کِیت لِوِرینگ (انگلیسی: Kate Levering؛ زادهٔ ۳ ژانویهٔ ۱۹۷۹) یک هنرپیشه و هنرمند رقص اهل ایالات متحده آمریکا است.
او در سال ۲۰۰۱ میلادی، بابت هنرنمایی در نمایشِ موزیکالِ «خیابان چهل و دوم» نامزد دریافت جایزه تونی شد.

## گزیدهٔ آثار

### تلویزیون
- ان‌سی‌آی‌اس: لس‌آنجلس (۲۰۱۰)
- یقه سفید (۲۰۱۰)
- سی‌اس‌آی: میامی (۲۰۰۶)
- قانون و نظم: واحد قربانیان ویژه (۲۰۰۲)